# Meriones arimalius
Meriones arimalius är en däggdjursart som beskrevs av Cheesman och Hinton 1924. Meriones arimalius ingår i släktet Meriones och familjen råttdjur. Inga underarter finns listade i Catalogue of Life. Populationen listades tidvis som synonym till Meriones libycus. Båda arter och ytterligare 11 arter bildar undersläktet Pallasiomys.

## Utseende
Typusexemplaret var utan svans 132 mm lång, svanslängden var 163 mm, bakfötternas längd var 37 mm och öronen var 18 mm stora. Viktuppgifter saknas. Med en sand- till krämfärgad ovansida och en vit undersida är arten en av de ljusaste medlemmarna i släktet Meriones. Typiskt är kort päls med fina hår. Vid slutet av den elfenbensfärgade svansen finns en vit tofs. Liksom hos Meriones libycus är artens Pars tympanica tydlig stor.

## Utbredning och ekologi
Denna gnagare lever på sydvästra Arabiska halvön och i angränsande regioner av Oman i öknen Rub al-Khali. Habitatet utgörs av sandöknar. I landskapet finns buskar av arten Sarcocornia fruticosa.
Oberoende av hettan kan arten vara dag- och nattaktiv. Den vilar i underjordiska bon som även uppsöks vid fara. Meriones arimalius har ett högt varningsrop.

## Hot
Utbredningsområdet är ogynnsam för människor och därför finns inga hot. IUCN kategoriserar arten globalt som livskraftig.